# Cupido dorment (Miquel Àngel)
El Cupido dorment és una obra desapareguda, realitzada l'any 1496, en marbre per Miquel Àngel, de mida natural. Després d'una breu estada a Bolonya, va tornar Miquel Àngel a Florència, on va esculpir el Cupido, en veure-la, una vegada acabada, Pere II de Mèdici li va dir a l'escultor: "Potser si l'enterressis i la tractessis per donar-li l'aspecte d'una obra antiga, l'enviaria a Roma, on estic segur que creurien que és una antiguitat i la vendries molt millor". Cert era que les obres antigues es venien molt millor que les de realització nova. L'escultura va ser venuda com a troballa arqueològica al cardenal Riari, nebot del papa Sixt IV, qui va pagar dos-cents ducats d'or, però el marxant que es va encarregar de l'operació li va lliurar a Miquel Àngel sol trenta ducats. L'escultura va ser comprada més endavant, el 1502, per Cèsar Borja que va acabar finalment regalant a Isabel d'Este (marquesa consort de Màntua) . Està documentat en un inventari a Màntua de 1542, perdent-se tot rastre d'ell quan va ser enviat a Carles I d'Anglaterra el 1632.